# Iosif Iacobici
Iosif Iacobici (Alba Iulia, 8 dicembre 1884 – Aiud, 11 marzo 1952) è stato un generale rumeno, già distintosi come ufficiale di stato maggiore nel corso della prima guerra mondiale nelle file dell'Imperiale e regio esercito austro-ungarico. Dopo la fine della Grande Guerra passò in servizio nell'esercito rumeno iniziando una brillante carriera militare. Dal 1 aprile al 14 ottobre 1938 comandò il II Corpo d'armata, dopodiché ricoprì la carica di Ministro degli armamenti (15 ottobre 1938-1 febbraio 1939) nel secondo governo di Miron Cristea. Dal 23 settembre al 27 ottobre 1939 fu comandante della 4ª Armata, e dal dicembre 1939 al gennaio 1941 3ª Armata. Il 27 gennaio 1941 fu nominato Ministro della Difesa Nazionale del Regno di Romania, e dal 9 settembre 1941 ricoprì contemporaneamente anche l'incarico di comandante della 4ª Armata in sostituzione di Nicolae Ciuperca. Il 16 ottobre 1941 fu sostituito al comando della 4ª Armata dal generale Constantin Constantinescu-Claps, e il 22 settembre 1941 lasciò il Ministero della Difesa per succedere al generale Alexandru Ioanițiu, morto in un incidente aereo, nella carica di capo di stato maggiore generale. Dopo l'attentato ad Odessa (22 settembre 1941) in cui rimase ucciso il comandante militare della città, generale Ion Glogojanu, su ordine del Maresciallo Ion Antonescu avviò una dura repressione che portò al cosiddetto massacro di Odessa che causò la morte di più di 19.000 ebrei, mentre altri 45.000 furono inviati da Odessa al campo di concentramento di Bogdanovka, dove furono uccisi circa due mesi dopo. A causa dei forti dissidi sorti tra lui e Antonescu sull'aumento delle forze militari rumene che avrebbero dovuto agire, insieme alle truppe tedesche, nella campagna di primavera dello stesso anno sul fronte orientale si dimise dall'incarico di Capo di Stato Maggiore il 20 gennaio 1942. Arrestato il 12 agosto 1948 fu posto in custodia cautelare, e quindi rinviato a processo, e nel 1949 fu condannato a otto anni di reclusione, rinchiuso dapprima nel carcere di Văcărești, poi in quello di Jilava e infine ad Aiud, dove morì per aver contratto la tubercolosi.

## Biografia
Nacque ad Alba Iulia, allora parte del territorio dell'Impero austro-ungarico, l'8 dicembre 1884. Arruolatosi nell'Imperiale e regio esercito frequentò la scuola per cadetti di fanteria di Košice, poi la scuola per cadetti di cavalleria di Mährisch-Weisskirchen (in Moravia e infine la Scuola superiore di guerra di Vienna.
Durante la prima guerra mondiale venne assegnato, con il grado di capitano, allo Stato maggiore dell'esercito austro-ungarico, dapprima in forza all'ufficio operazioni e poi presso il quartier generale dell'esercito.
Dopo la fine della Gran Guerra, nel dicembre 1918 fu arruolato nell'esercito rumeno. Divenne capo di stato maggiore della 56ª Brigata da montagna e vice capo del dipartimento organizzativo dello Stato maggiore. Tra aprile e agosto 1919 prese parte alla campagna militare contro il governo ungherese di Béla Kun. Il 1 aprile 1919 fu promosso tenente colonnello e nominato capo di stato maggiore della 19ª Divisione di fanteria rimanendovi fino al settembre 1921, e nel frattempo, il 1 aprile 1920, fu promosso colonnello.  Il 19 settembre 1924 divenne comandante del 3º Reggimento da montagna. Dal 1925 al 1929 prestò servizio come aiutante di campo e consigliere militare del re. Comandò fino alla sua promozione a brigadier generale, avvenuta il 10 maggio 1931, la 1ª Brigata da montagna. Dal 1931 al 1933 prestò servizio come alto ufficiale di stato maggiore nell'Ispettorato dell'esercito, seguirono poi incarichi presso lo Stato Maggiore Generale a Bucarest fino all'inizio del 1936. Il 22 ottobre 1937 assunse il comando della 2ª Divisione da montagna e il 24 dicembre 1937 fu promosso maggior generale. Il 22 ottobre 1937 assunse la direzione del dipartimento per addestramento militare presso il Ministero della Guerra. Dal 1 aprile al 14 ottobre 1938 comandò il II Corpo d'armata, dopodiché ricoprì la carica di Ministro degli armamenti (15 ottobre 1938-1 febbraio 1939) nel secondo governo di Miron Cristea. Nel periodo dal 23 settembre al 27 ottobre 1939 fu comandante della 4ª Armata, dopo di che passò a quello della 3ª Armata (dal dicembre 1939 al gennaio 1941). Il 6 giugno 1940, fu promosso a grado di generale di corpo d'armata, e divenne membro del Consiglio supremo dell'esercito.

### La seconda guerra mondiale
Quattro giorni dopo il fallito colpo di Stato della Guardia di Ferro contro Ion Antonescu, il 27 gennaio 1941, dato il suo orientamento politico filo-tedesco fu nominato Ministro della Difesa Nazionale. Nel luglio 1941, dopo la liberazione della Bessarabia e della Bucovina settentrionale, il Maresciallo Antonescu ordinò lo sterminio di alcuni ebrei nelle due regioni e la deportazione del resto. Per lo svolgimento di questo compito scelse la gendarmeria e l'esercito, in particolare il "pretorate", un corpo militare che si occupava dell'amministrazione temporanea di un territorio occupato. Ordinò al comandante della seconda sezione dello Stato maggiore, tenente colonnello Alexandru Ionescu, di elaborare un piano per la rimozione dell'elemento ebraico dal territorio della Bessarabia, organizzando e operando con squadre durante l'avanzata delle truppe rumene. Tale piano entrò ufficialmente in vigore il 9 luglio 1941.
La missione di queste squadre era di creare nei villaggi un'atmosfera sfavorevole agli ebrei in modo che la sola popolazione cercasse di eliminarli con i mezzi che ritenevano più appropriati e adattabili alle circostanze. Il 9 settembre 1941, dopo il fallimento dell'attacco su Odessa da parte della 4ª Armata di Nicolae Ciuperca, che si era anche opposto al proseguimento dei combattimenti attraverso il Dnestr, Antonescu lo nominò nuovo comandante della 4ª Armata. Questo sostituzione non portò al raggiungimento degli obiettivi prefissati, poiché le forze e i mezzi di combattimento rumeni non erano stati potenziati. Di conseguenza, Antonescu chiese l'intervento degli aerei da bombardamento e delle forze speciali tedesche per rompere il fronte sovietico. Il nuovo comandante lanciò un forte attacco contro l'ala destra dell'esercito nemico, ma non poté supportarlo completamente con l'artiglieria, a causa della mancanza di munizioni sufficienti.
Mantenne l'incarico di Ministro della Difesa Nazionale fino al 22 settembre 1941, quando successe al generale Alexandru Ioanițiu, morto in un incidente aereo, nella carica di capo di stato maggiore generale, mentre l'incarico di Ministro fu assunto ad interim da Antonescu che delegò subito al generale di divisione Constantin Pantazi, sottosegretario di Stato alla Difesa Nazionale per l'esercito, la guida del ministero e gli conferì poteri plenipotenziari per la firma di tutti i decreti durante la sua assenza. In questa veste, elaborò un piano di potenziamento dell'esercito al fine di ripristinare dopo le perdite subite del primo anno di guerra.
Il 10 ottobre 1941 le truppe della 4ª Armata ripresero l'attacco contro Odessa e riuscirono ad entrare nella città catturando un piccolo numero di prigionieri. I pochi soldati sovietici rimasti, molti in abiti civili si nascosero in città, e iniziarono a combattere come partigiani.
Nel giro di due mesi (8 agosto-16 ottobre 1941), la 4ª Armata subì pesanti perdite: 17.729 morti, 63.345 feriti e 11.471 dispersi. Le perdite furono dovute all'insufficiente dotazione di armi dell'esercito e alle imboscate dei partigiani. Il 16 ottobre 1941 il generale Iacobici fu sostituito alla testa della 4ª Armata dal generale Constantin Constantinescu-Claps.
La sera del 22 ottobre 1941 il comando delle truppe rumene a Odessa fu fatto saltare in aria da una mina radiocomandata che uccise 16 ufficiali rumeni (tra cui il comandante militare della città, il generale Ion Glogojanu), quattro ufficiali della Kriegsmarine tedesca, 46 membri delle forze armate rumene e molti civili.  Immediatamente dopo aver appreso dell'attentato, Antonescu gli ordinò di prendere drastiche misure punitive. In quella stessa notte egli informò per telegrafo l'ufficio militare di Antonescu che l'azione ordinata era stata avviata: Per rappresaglia e per dare l'esempio alla popolazione, furono prese misure per impiccare un certo numero di sospetti ebrei e comunisti nelle pubbliche piazze.
Il comando dell'esercito tedesco gli propose di inviare sul posto un battaglione delle SS per aiutare a disattivare le mine e ripulire Odessa da ebrei e bolscevichi, ma le autorità rumene deciso di agire da sole. Gli ostaggi e i residenti locali che disobbedivano agli ordini venivano giustiziati, senza processo, impiccati ai balconi delle strade principali o ai pali elettrici della rete dei filobus. Il 23 ottobre, seguendo le istruzioni di Antonescu, ordinò che il massacro continuasse e più di 19.000 ebrei furono stipati in 9 depositi di esplosivi nel porto e uccisi a colpi di arma da fuoco, dopodiché i magazzini furono dati alle fiamme. Alcune delle vittime furono bruciate vive. Altri 45.000 ebrei furono inviati da Odessa al campo di concentramento di Bogdanovka, dove furono uccisi circa due mesi dopo. 
Durante i suoi interrogatori in URSS Antonescu rilasciò la seguente dichiarazione: Denunciando ciò, Iacobici mi ha chiesto il permesso di compiere atti di repressione nei confronti della popolazione. Ho acconsentito. L'investigatore Lihaciov chiese ad Antonescu se la repressione riguardasse anche i cittadini sovietici a Odessa, che non erano stati coinvolti in alcun modo nell'attacco. Sì, rispose Antonescu, perché è stato difficile trovare i colpevoli.
Il 14 novembre 1941 venne insignito della Croce di Cavaliere dell'Ordine di Michele il Coraggioso di III classe.
Si dimise dall'incarico di Capo di Stato Maggiore il 20 gennaio 1942, a causa di forti dissidi tra lui e Antonescu sull'aumento delle forze militari che avrebbero dovuto agire, insieme alle truppe tedesche, nella campagna di primavera dello stesso anno sul fronte orientale. In occasione della visita del feldmaresciallo tedesco Wilhelm Keitel a Bucarest, quest'ultimo presentò ad Antonescu il nuovo piano di operativo, e concordò con lui reindirizzare il fronte verso le risorse petrolifere del Mar Caspio. Antonescu espresse il suo impegno a partecipare alla campagna militare con un gran numero di truppe, superando anche le aspettative tedesche.
Il 2 gennaio 1942 Antonescu gli annunciò di voler partecipare alla offensiva primaverile con un primo scaglione di dieci divisioni e un secondo di 5-6 divisioni. Ciò significava che la Romania doveva schierare sul fronte orientale una forza di circa mezzo milione di soldati.
Consapevole di questa intenzione egli lo avvertì, l'8 gennaio 1942, delle possibili conseguenze e propose di ridurre il primo scaglione a 8 divisioni e di non inviare il secondo scaglione, per non dare a Hitler una "carta bianca" e poter discutere della questione nello stato maggiore. A sostegno della sua richiesta invocò le difficoltà di approvvigionamento, la mancanza di mezzi di trasporto, le carenze dell'equipaggiamento, l'impopolarità dell'intervento,  e il pericolo rappresentato dalla vicina Ungheria che aveva mantenuto il suo potenziale militare intatto. Nella prospettiva di una futura guerra con l'Ungheria per la liberazione della Transilvania settentrionale, l'esercito rumeno sarebbe stato decimato in un conflitto inutile e avrebbe ridotto le sue possibilità di vittoria.
Accusato da Antonescu di essere un incapace, la sua posizione politica di deteriorò rapidamente sull'invio delle truppe rumene al fronte attraverso il Dnestr. Convinto di avere ragione, il 16 gennaio 1942, presentò un altro memoriale, in cui riaffermava di non ritenere né opportuna né possibile la partecipazione rumena alla campagna primaverile con più di otto divisioni.
Il 20 gennaio 1942, con ordinanza n. 19, la sua richiesta di dimissioni fu accolta e al suo posto venne nominato il generale Ilie Șteflea. Il 4 agosto 1942 fu trasferito alla riserva, tre anni prima del limite di età. Ritenendo la cosa ingiusta, dopo il colpo di stato del 23 giugno 1944 che portò all'arresto di Ion Antonescu, egli presentò al nuovo primo ministro Constantin Sănătescu una richiesta di riabilitazione, affermando che si sarebbe ritirato dall'esercito subito dopo aver ricevuto soddisfazione morale.  Sănătescu si rifiutò di rispondere alla richiesta e disse che tale essa sarebbe stata trasmessa a una apposita Commissione giudiziaria. Il 18 maggio 1946 fu arrestato dalla polizia investigativa, ma fu subito rilasciato, assolto da ogni accusa. Poche settimane dopo, fu accusato di fare propaganda nazista, per lo scoppio di una guerra contro l'Unione Sovietica, ecc. Il 12 agosto 1948 fu posto in custodia cautelare, e quindi rinviato a processo con un gruppo con altri 16 ex dignitari del governo Antonescu. Nel 1949 fu condannato a otto anni di reclusione, rinchiuso dapprima nel carcere di Văcărești, poi in quello di Jilava e infine ad Aiud, dove morì l'11 marzo 1952 per aver contratto una tubercolosi polmonare e ossea.

## Pubblicazioni
- Apărarea contra carelor de luptă şi a autoblindatelor, în. România Militară”, LXXI, nr. 7-8/iulie-august 1934, p. 92.

### Annotazioni
1. ↑  Queste squadre istigarono alle uccisioni persino i contadini rumeni, come confessarono in seguito molti ebrei sopravvissuti.
2. ↑  Ordini speciali venne emessi dallo Stato Maggiore Generale ogni qual volta le autorità civili o militari evitavano di uccidere o deportare gli ebrei per paura delle conseguenze o perché non credevano a tali ordini.

### Fonti
1. 1 2 3 4 5 6 7 8 9 10 11 12 13 14 15 16 17 18  Generals.
2. 1 2 3  Enciclopedia Romaniei.
3. ↑  Decretul Regal nr. 1.928 del 7 giugno 1940 per la promozione di alcuni ufficiali generale pubblicato su Monitorul Oficial, anno CVIII, nr. 131 dell'8 giugno 1940, parte I-a, p. 2.829.
4. ↑  Ashworthy 1991, p. 12.
5. ↑  Plan de înlăturare a elementului evreiesc din teritoriul Basarabiei, Arhiva Ministerului Apărării Naționale (MApN), Colecția Armatei a IV-a, rola 781, dosarul 0145-0146 (fără pagină)
6. 1 2  Ashworthy 1991, p. 13.
7. ↑  Decretul Conducătorului Statului nr. 2.679 del 22 settembre 1941 per la nomina del Capo di Stato Maggiore Generale, pubblicata sul Monitorul Oficial, anno CIX, nr. 225 del 23 settembre 1941, parte I-a, p. 5.666.
8. ↑  Decretul Conducătorului Statului nr. 2.680 del 22 settembre 1941 per il subentro al Dipartimento della Difesa Nazionale, pubblicata sul Monitorul Oficial, anno CIX, nr. 225 del 23 settembre 1941, parte I-a, p. 5.666.
9. ↑  Decretul Conducătorului Statului nr. 2.680 din 22 settembre 1941 per la delega, pubblicata sulla Monitorul Oficial, anno CIX, nr. 225 del 23 settembre 1941, partea I-a, p. 5.666.
10. 1 2 3  United States Holocaust Memorial Museum.
11. ↑  Ashworthy 1991, p. 14.
12. ↑  Ancel 2013, p. 248.
13. 1 2 3 4  Jipa Rotaru, Vladimir Zodian, Octavian Burcin, Leonida Moise, Maresalul Antonescu la Odessa, Editura Paideia, Bucarest, 1999.
14. ↑  Ancel 2013, p. 249.
15. 1 2  Gilbert 1986, pp. 217-218.
16. ↑  Decretul Regal nr. 3.202 del 14 novembre 1941 per il conferimento degli Ordini Militari, pubblicato nella Monitorul Oficial, anno CIX, nr. 277 del 21 novembre 1941, partea I-a, p. 7.252.